# Xenocallia punctatissima
Xenocallia punctatissima là một loài bọ cánh cứng trong họ Cerambycidae.